# Jorge Garcia (acteur)
 (février 2010).
Si vous disposez d'ouvrages ou d'articles de référence ou si vous connaissez des sites web de qualité traitant du thème abordé ici, merci de compléter l'article en donnant les références utiles à sa vérifiabilité et en les liant à la section « Notes et références ».
Pour les articles homonymes, voir Jorge Garcia et García.
Jorge Garcia est un acteur et humoriste chilio-étasunien né le 28 avril 1973 à Omaha (Nebraska).
Il commence à se faire connaître du grand public grâce à son rôle d'Hector Lopez dans la série télévisée Becker, puis sa notoriété s'accroît lorsqu'il interprète Hugo Reyes dans la série Lost. Par la suite, il interprète Jerry Ortega dans la série policière Hawaii 5-0. 

## Biographie
Jorge Garcia est né à Omaha (Nebraska). Sa mère, Dora Mesa, est une professeure d'origine cubaine et son père, Humberto Garcia, est un médecin d'origine chilienne. Il a grandi au Sud de la Californie et a étudié à la San Clemente High School. En tant qu'ancien, il a été sélectionné comme « Triton de l'année », qui est la plus haute distinction accordée à une personne ayant un diplôme supérieur.
Il a eu une brève carrière de lutteur semi-pro à l’université[réf. nécessaire].

## Carrière
Jorge Garcia est le premier acteur à s'être lancé dans la série télévisée Lost. Il auditionne initialement pour le rôle de James Ford, mais les producteurs l'ont vu dans Larry et son nombril la nuit avant que le casting débute, et ils créent le personnage Hugo Reyes spécialement pour lui.
Il joue dans le deuxième épisode de la huitième saison de Celebrity Poker Showdown. Il participe à l'émission télévisée Russian Roulette sur Game Show Network. Il échoue lors d'une question à propos de Boxer Rebellion de 1900 et tombe dans la trappe.
Garcia joue dans le film When We Were Pirates. Il y joue un garçon nommé Jason qui, avec un groupe d'amis, apprend que leur plaisir de jouer au pirate dans leur enfance les aide à surmonter certaines épreuves dans leur vie.
Jorge Garcia tient un blog à propos de Lost : Les Disparus pendant le tournage de la série, Dispatches from the Island.
En 2010, il fait une apparition dans la série How I Met Your Mother dans l'épisode Blitzgiving. De nombreuses références à Lost sont faites dans cet épisode.
En 2011, Garcia a commencé à être un personnage récurrent dans la série Mr. Sunshine dans le rôle d'un gardien au Centre du Soleil.
En 2010, Garcia joue dans la série télévisée Alcatraz, qui est ensuite annulée.
Il apparaît dans l'épisode 3 The Truth Within de la saison 4 de Hawaii 5-0 où il joue le rôle d'un paranoïaque adepte de la théorie du complot et aide le 5-0 à résoudre une enquête. Il y retrouve Daniel Dae Kim, avec qui il a joué dans la série Lost. Il revient lors des épisodes 16, 17 et 18 de cette même saison et devient régulier en intégrant le casting principal lors de la saison 5.

## Filmographie

### Cinéma
- 1997 : Raven's Ridge : Monty
- 1999 : Tomorrow by Midnight : Jay
- 2000 : King of the Open Mics : Meatloag
- 2002 : The Slow and the Cautious : Teddy
- 2003 : Tales from the Crapper : Racoon Head
- 2004 : Our Time Is Up :  Jardinier
- 2005 : The Good Humor Man : Mt. Rushmore
- 2005 : Mauvaises influences : Pedro
- 2006 : Deck the Halls : Wallace
- 2007 : Sweetzer : Sergio
- 2011 : Maktub : Carlos
- 2013 : iSteve : Steve Wozniak
- 2015 : Témoin à louer : Lurch / Garvey
- 2015 : The Ridiculous 6 : Herm
- 2016 : Get a Job (en) : Fernando
- 2020 : Personne ne sait que je suis là : Memo

### Télévision
- 2001 : Spin City : chauffeur de taxi : épisode The Arrival
- 2003 : Old School : Jorge (téléfilm)
- 2003 : Columbo : Julius : épisode Columbo Likes the Nightlife
- 2003 : Rock Me, Baby : Vizzy : épisode Would I Lie to You?
- 2003–2004 : Becker : Hector Lopez (13 épisodes)
- 2004 : Larry et son nombril : Drug Dealer : épisode The Car Pool Lane
- 2005 : Les Héros d'Higglyville : Dog Trainer Hero : épisode Me and My Shadow/Out to Sea
- 2004–2010 : Lost : Les Disparus : Hugo Reyes (114 épisodes)
- 2010-2014 : How I Met Your Mother : Steve Henry (The Blitz) : épisodes Blitzgiving et Gary Blauman
- 2011 : Mr. Sunshine : Bob Bobinson Bobert : 2 épisodes : Pilot et Hostile Workplace
- 2011 : Fringe : Kevin : épisode Le Rêve d'Icare
- 2012 : Alcatraz : Dr Diego Soto
- 2012-2013 : Once Upon a Time : Anton, le Géant : 3 épisodes
- 2013-2019 : Hawaii 5-0 : Jerry Ortega : récurrent saison 4 ; principal  saison 5 à 9 ; invité saison 10 : 47 épisodes
- 2013 : Californication : le dealer de drogue : 2 épisodes, saison 6
- 2021 : MacGyver : Jerry Ortega : 1 épisode, saison 5
- 2023 : Bookie : Hector

## Hommage
Pour son album Hurley, le groupe de rock américain Weezer a choisi une image de Jorge Garcia, en référence à son personnage, Hurley, dans la série Lost : Les Disparus.

## Voix françaises
Jérôme Pauwels est la voix récurrente de Jorge Garcia. 
- Jérôme Pauwels dans :
  - Lost : Les Disparus (série télévisée)
  - Voisin contre voisin
  - How I Met Your Mother (série télévisée)
  - Mr. Sunshine (série télévisée)
  - Californication (série télévisée)
  - Alcatraz (série télévisée)
  - Once Upon a Time (série télévisée)
  - Témoin à louer
  - The Ridiculous 6
  - The Wrong Missy

- Jérôme Wiggins dans :
  - Hawaii 5-0 (série télévisée)
  - Personne ne sait que je suis là
  - MacGyver (série télévisée)

et aussi
- Frédéric Souterelle dans Mauvaises Influences
- Christophe Lemoine dans Rock Dog (voix)